# Blokbaster
Blokbaster (eng. blockbuster) je izraz koji se odnosi na film ili pozorište kojim se obeležava neko veoma popularno i/ili uspešno ostvarenje. Izraz je nastao iz pozorišnog žargona, ali se danas prvenstveno odnosi na filmsku industriju.

## Spoljašnje veze
- (језик: енглески)
- (језик: енглески)
- (језик: енглески)